# دومجاله
دومجاله (بالإنجليزية: Domžale)‏ هي مستوطنة تقع في سلوفينيا في Domžale Municipality.[بحاجة لمصدر] يقدر عدد سكانها بـ 12,588 نسمة وترتفع عن سطح البحر 304 متر.